# Copa espanyola d'hoquei sobre patins masculina 2017
La setanta-quatrena edició de la Copa espanyola d'hoquei patins masculina es disputa al Polideportiu Municipal José Caballero (Alcobendas) entre 23 i 26 de febrer de 2017.

## Participants
Els equips classificats com a caps de sèrie tenen un estel daurat al lateral ().
| Equips | Equips                |
| ------ | --------------------- |
|        | Reicomsa Alcobendas   |
|        | Barcelona Lassa       |
|        | Liceo                 |
|        | Lloret Vila Esportiva |
|        | Reus Deportiu La Fira |
|        | Moritz Vendrell       |
|        | Vic                   |
|        | Voltregà              |

## Resultats
{{Quarts de final
```
| 
23 de febrer
 - (18:00)|
Vic
|
4(4)
|
Moritz Vendrell
|4(1)
```

| 23 de febrer - (20:00)|Reus Deportiu La Fira|7|Reicomsa Alcobendas|6
| 24 de febrer - (18:00)|Liceo|3|Lloret Vila Esportiva|1
| 24 de febrer - (20:30)|Barcelona Lassa|6|Voltregà| 3

| 25 de febrer - (19:00)|Vic|2(1)|Reus Deportiu La Fira|2(2)
| 25 de febrer - (17:00)|Liceo|3(0)|Barcelona Lassa|3(2)

| 26 de febrer - (12:30)|Reus Deportiu La Fira|3|Barcelona Lassa|4
}}

### Quarts de final
| 23 de febrer de 2017 (18:00)             |        |                                      |                                                                             |
| Vic                                      | 4-4    | Moritz Vendrell                      | Polideportiu Municipal José Caballero Àrbitres: Ivan Gonzalez i Miguel Diaz |
| Burgaya 2' Presas 43' Rodríguez 47', 49' | (4-1)p | Mitjans 26', 38' Rocasalbas 31', 46' | Polideportiu Municipal José Caballero Àrbitres: Ivan Gonzalez i Miguel Diaz |

| 23 de febrer de 2017 (20:00)                               |       |                                                     |                                                                             |
| Reus Deportiu La Fira                                      | 7-6   | Reicomsa Alcobendas                                 | Polideportiu Municipal José Caballero Àrbitres: Daniel Villar i Raul Burgos |
| Torra 8', 11' Marín 11', 34' Platero 35' 51' Rodriguez 11' | [ 3 ] | Pérez 9', 31' López 28', 38' Martínez 24' Nunes 38' | Polideportiu Municipal José Caballero Àrbitres: Daniel Villar i Raul Burgos |

| 24 de febrer de 2017 (18:00) |       |                       |                                                                                |
| Liceo                        | 3-1   | Lloret Vila Esportiva | Polideportiu Municipal José Caballero Àrbitres: Iñigo Lopez i Jonathan Sanchez |
| Lamas 8', 44' Coy 20'        | [ 4 ] | Grau 30'              | Polideportiu Municipal José Caballero Àrbitres: Iñigo Lopez i Jonathan Sanchez |

| 24 de febrer de 2017 (20:00)                                 |       |                             |                                                                               |
| Barcelona Lassa                                              | 6-3   | Voltregà                    | Polideportiu Municipal José Caballero Àrbitres: Josep Gómez i Germán Sandoval |
| Ordóñez 42', 47' Gual 3' Bargalló 9' Pascual 28' Álvarez 33' | [ 5 ] | Alabart 24', 43' Crespo 47' | Polideportiu Municipal José Caballero Àrbitres: Josep Gómez i Germán Sandoval |

### Semifinals
| 25 de febrer de 2017 (19:00)          |        |                                                      |                                                                             |
| Vic                                   | 2-2    | Reus Deportiu La Fira                                | Polideportiu Municipal José Caballero Àrbitres: Ivan Gonzalez i Miguel Diaz |
| Rodríguez 4' Ordeig 9' (Rodríguez) p. | (1-2)p | Casanovas 5' Marín 20' (Casanovas) p. (Rodríguez) p. | Polideportiu Municipal José Caballero Àrbitres: Ivan Gonzalez i Miguel Diaz |

| 24 de febrer de 2017 (17:00) |        |                                                     |                                                                 |
| Liceo                        | 2-2    | Barcelona Lassa                                     | Polideportiu Municipal José Caballero Àrbitres: Valverde i Ribó |
| Pérez 29' Carballeira 45'    | (0-2)p | Pascual 39' Álvarez 43' (Panadero) p. (Bargalló) p. | Polideportiu Municipal José Caballero Àrbitres: Valverde i Ribó |

### Final
| 26 de febrer de 2017 (12:30) |       |                                   |                                                                             |
| Reus Deportiu La Fira        | 3-4   | Barcelona Lassa                   | Polideportiu Municipal José Caballero Àrbitres: Sergi Mayor i Antonio Gómez |
| Marín 22',48' Casanovas 40'  | [ 8 ] | Bargalló 08', 43', 49 Pascual 18' | Polideportiu Municipal José Caballero Àrbitres: Sergi Mayor i Antonio Gómez |

| Campió BARCELONA LASSA |

## Màxims golejadors
| Jugador            | Equip                 | Gols |
| ------------------ | --------------------- | ---- |
| Raül Marín         | Reus Deportiu La Fira | 6    |
| Pau Bargalló       | Barcelona Lassa       | 4    |
| Matias Pascual     | Barcelona Lassa       | 3    |
| Cristian Rodríguez | Vic                   | 3    |
| Matías Platero     | Reus Deportiu La Fira | 2    |
| Marc Torra         | Reus Deportiu La Fira | 2    |
| Ignacio Alabart    | Voltregà              | 2    |
| Gonzalo Perez      | Reicomsa Alcobendas   | 2    |
| Josep Lamas        | Liceo                 | 2    |
| Jordi Burgaya      | Vic                   | 2    |

## Premis
- Millor Jugador: Pau Bargalló (Barcelona Lassa)
- Màxim golejador: Raül Marin (Reus Deportiu La Fira)